# 东北网
东北网是一家在黑龙江省访问量最大的官方综合性网站，成立于2001年7月，是黑龙江省直属四家主要新闻媒体之一，也是黑龙江省唯一重点新闻网站。2023年3月，转为黑龙江广播电视台（黑龙江省全媒体中心）管理。